# Bathippus proboscideus
Bathippus proboscideus là một loài nhện trong họ Salticidae.
Loài này thuộc chi Bathippus. Bathippus proboscideus được Mary Agard Pocock miêu tả năm 1899.